# Doreen Warrinerová

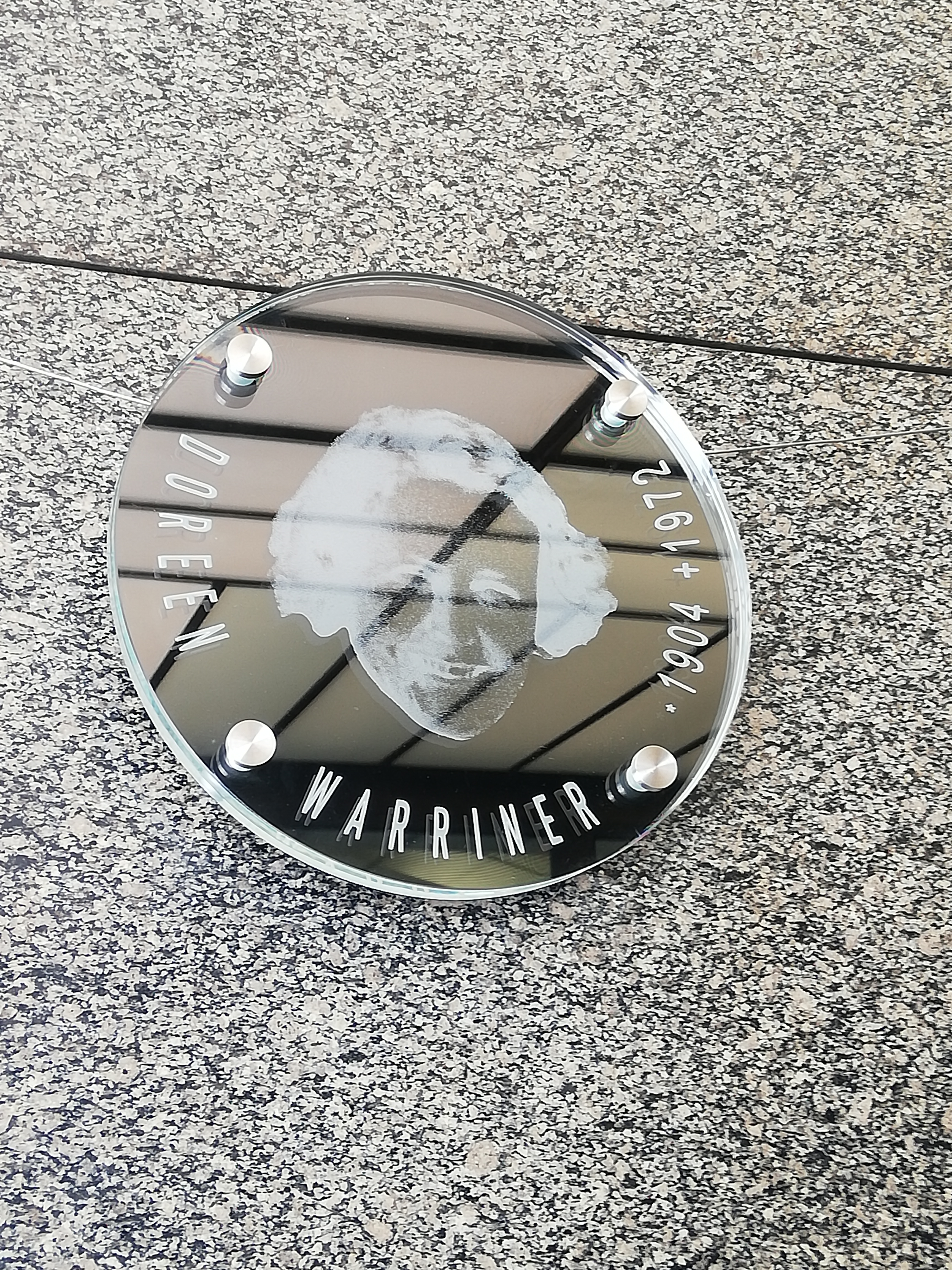
Pamětní deska u vchodu do hotelu Alcron v Praze ve Štěpánské ulici

Doreen Warriner (16. března 1904, Warwickshire, Anglie – 17. prosince 1972) (celým jménem: Doreen Agnes Rosemary Julia Warrinerová) byla iniciátorkou záchranných transportů lidí ohrožených nacistickým režimem. Na těchto záchranných operacích se podíleli také Marie Schmolková, Nicholas Winton, Trevor Chadwick,  Beatrice Wellingtonová,  Bill Barazetti. 

## Životopis
Doreen Warinerová se narodila v Anglii ve Warwickshire. Vyrůstala na farmě. Studovala na univerzitě v Oxfordu a na Londýnské ekonomické škole (LSE). V roce 1930 ji (ještě jako univerzitní studentku) zájem o ekonomiku zemědělství ve střední Evropě (chtěla na toto téma psát svoji diplomovou práci) přivedl do Československa. V době Mnichovské dohody (29. září 1938) vyučovala na univerzitě v Londýně, psala knihy, chystala se na pracovní pobyt do Karibiku, ale události v Československu ji přiměly k tomu, že opustila svoji vědeckou kariéru a místo na zahraniční stáž odcestovala letecky 13. října 1938 do Prahy.  Neměla sice žádnou přesnější představu o tom, „co dělat“ – byla vedena jen přáním „něco dělat“.
Československo se stalo místem, kam se uchýlili uprchlíci z Německa, a také zde byli ti, kteří i s rodinami odešli ze Sudet (po jejich záboru). Od jedné britské dobrovolnické organizace měla Doreen Warrinerová menší finanční částku a původně zamýšlela, že ji využije k nákupu jídla a přikrývek. Během objíždění uprchlických táborů ale záhy zjistila, že pouhá potravinová pomoc nebude stačit, protože těmto lidem jde o život. Začala sestavovat seznamy těch, kteří by měli odejít do bezpečí mimo Československo.  V Britském výboru pro uprchlíky z Československa (British Committee for Refugees from Czechoslovakia (BCRC)) začala Warrinerová pracovat od prosince 1938 a navázala spolupráci s diplomaty z britského velvyslanectví v Praze, kteří předkládali seznamy uprchlíků londýnským vládním úřadům.   Warrinerová také opatřovala britská víza i polská tranzitní víza. Od ledna 1939 organizovala i převoz dětí a v této aktivitě byla závislá na práci Nicholase Wintona.  Warrinerová osobně jezdila s vlaky převážejícími uprchlíky, kteří se dál do Británie dostávali buď letecky z Polska anebo lodní dopravou z polských přístavů. Zpět do Československa se Warrinerová většinou vracela letecky. Krátce po vzniku protektorátu se Warrinerová dostala do hledáčku gestapa a v dubnu 1939 musela opustit Prahu i území protektorátu. Ve své činnosti pokračovala v Británii, kde pracovala na ministerstvu válečného hospodářství a později řídila oddělení potravinové pomoci (tu organizovala UNRRA) pro obnovu Jugoslávie.
V roce 1941 byl Doreen Warrinerové udělen Řád britského impéria (OBE).  Po skončení druhé světové války se Warrinerová vrátila do akademického prostředí a stala se profesorkou na Londýnské univerzitě. Tady pracovala v oddělení slovanských studií. Zemřela na infarkt dne 17. prosince 1972, byla pochována na malém hřbitově ve vesnici Bloxham do rodinného hrobu. Na náhrobku je nápis: „Jejich naděje je nesmrtelná, naplněná svobodou a přátelstvím“.

## Dovětek
- Málo známou skutečností je fakt, že Doreen Warrinerová zachránila asi šestkrát více lidí než tomu bylo při všeobecně známých tzv. dětských transportech.[3]
- Posmrtně byly (v roce 1984) publikovány její paměti ze zimy 1938/1939.[2][4]
- V pondělí dne 29. dubna 2019 odhalil ministr zahraničních věcí Tomáš Petříček pamětní desku (umístěnou na pražském hotelu Alcron [p 10]) připomínající osobnost Doreen Warrinerové. Hotel totiž sloužil v roce 1939 skupině zachránců jako zázemí pro jejich organizaci záchranných operací. Autorem pamětní desky upomínající na Doreen Warrinerovou je český architekt, herec a spisovatel David Vávra.[5]

Je zastíráno, že organizace Kindertransportů byla organizována většinou ženami, které jsou úplně zapomenuty. Jako Doreen Warrinerová. Když se na tuto problematiku podíváte, tak zjistíte že Nicholas Winton byl vlastně praktikantem Marie Schmolkové...
historička Anna Hájková,  ,